# Godijelji
Godijelji är ett samhälle i Montenegro. Det ligger i den centrala delen av landet, 60 km norr om huvudstaden Podgorica. Godijelji ligger 1 304 meter över havet och antalet invånare är 140.
Terrängen runt Godijelji är huvudsakligen kuperad, men åt sydväst är den bergig. Runt Godijelji är det ganska glesbefolkat, med 48 invånare per kvadratkilometer. Närmaste större samhälle är Žabljak, 17,8 km norr om Godijelji. Omgivningarna runt Godijelji är en mosaik av jordbruksmark och naturlig växtlighet.